# Funbo Bärby
Funbo Bärby var mellan 2010 och 2015 och från 2020 en av SCB avgränsad och namnsatt småort i Funbo socken i Uppsala kommun. Småorten omfattade bebyggelsen för ungdomshemmet Bärby, belägen norr om Bärby, cirka tio kilometer öster om Uppsala. Vid 2015 års småortsavgränsning visade sig att folkmängden i orten sjunkit till under 50 personer och småorten avregistrerades det året.

## Ungdomshemmet
Ungdomshemmet tillhör Statens institutionsstyrelse (SIS). Behandlingen bedrivs enligt en lösningsfokuserad korttidsterapi. Bärby har sex avdelningar; Höjden, Tunet, Bågen, Garanten, Sirius och Klockbacka.
Hemmet ligger egentligen i Broby, men fick namn efter den närmast belägna järnvägsstationen, i Bärby, en kilometer söderut. 

## Historik
Byn Broby omtalas första gången 1354 ('in vi Broby'), då Ramfrid, änka efter Peter i Brunnby, skänkte en gård i Broby till Funbo kyrkas underhåll. Enligt Funbo kyrkoräkenskaper fanns 1395 två skattepliktiga bönder här, 1424-1429 en bonde. Lantbonden i Broby räntade 1448 12 spann korn och 6 penningar årligen. 1541-59 omfattade byn en kyrko- och ett skattehemman. Under 1500-talet fanns ett mantal skatte och ett mantal kyrkojord i Broby.
Byn har dock forntida anor. I byn finns tre runstenar, U 990, U991 och U992.